# Gleichen (Niedersachsen)
Gleichen er en kommune i det centrale Tyskland med godt 9.000 indbyggere, beliggende under Landkreis Göttingen i den sydlige del af delstaten Niedersachsen, beliggende Administrationen ligger i landsbyen Reinhausen. Kommunen er opkaldt efter to omkring 430 meter høje småbjerge Die Gleichen med hver sin borg, Neuen-Gleichen og Alten-Gleichen. Området Gleichen ligger omkring 10 km sydøst for Göttingen, hvorfra begge toppe kan ses.

## Geografi
Kommunen er beliggende vestsydvest for Duderstadt og nord-nordvest for Heilbad Heiligenstadt. Floden Garte løber gennem flere af kommunens landsbyer, ligesom bækken Wendebach. Begge vandløb løber senere ud i floden Leine.
Kommunens landsbyer er:
- Beienrode
- Benniehausen
- Bischhausen
- Bremke
- Diemarden
- Etzenborn
- Gelliehausen
- Gross Lengden
- Ischenrode
- Kerstlingerode
- Klein Lengden
- Reinhausen
- Rittmarshausen
- Sattenhausen
- Weißenborn
- Wöllmarshausen